# Ángel Buodo
Ángel Buodo (Údine, Italia, 27 de julio de 1867 - Buenos Aires, 11 de mayo de 1947) fue un sacerdote salesiano italiano que se radicó en la Argentina, donde misionó durante años en el Territorio Nacional de La Pampa, zona poco tiempo antes incorporada al dominio del estado argentino.

## Biografía
En 1896 se ordenó sacerdote salesiano en Faenza, y en 1898 partió hacia la Patagonia. Allí se le dio como destino la población de General Acha, capital del Territorio Nacional de La Pampa; debía ejercer como misionero itinerante entre las localidades vecinas. La zona estaba poblada por inmigrantes italianos, gauchos llegados de otras regiones de la Argentina e indígenas; estos últimos fueron objeto de su especial dedicación, ayudándolos a integrarse en una sociedad criolla. Se acercó entablando buenas relaciones con los caciques, especialmente uno llamado Domingo Maldonado. Con el tiempo consideró que la sujeción a los caciques retrasaba la integración social y favorecía el alcoholismo y la violencia, de modo que  buscó deliberadamente disminuir su influencia –con la notable excepción del cacique Pichicurá, al que estimaba como el más civilizado– e impulsó el ingreso de los guerreros al cuerpo de policía.
La zona oeste, especialmente los pueblos de Puelches y Lihué Calel era donde más se concentraban los indígenas sometidos a los caciques. Buodo visitó la región más de 20 veces, administrando los sacramentos y colaborando en la educación de los jóvenes.
En General Acha enseñó a los pobladores a cuidar y podar las parras, y colaboró activamente en la fundación oficial del pueblo de Puelches. En 1921 celebró sus bodas de plata sacerdotales con una gran celebración, que en realidad se debía a que también se celebraban los 25 años del establecimiento de los salesianos en La Pampa.
En 1922 debió enfrentar una situación violenta cuando un estanciero que había comprado el terreno en que vivían las tribus incendió los ranchos de los indígenas. Buodo viajó a Buenos Aires, donde logró un resarcimiento de parte del estanciero y un lugar para que los indígenas se establecieran.
Un accidente sufrido en 1921 resintió su salud y le impidió seguir misionando de forma activa, de modo que algún tiempo después fue nombrado cura párroco de Puelches. Aún tuvo tiempo de levantar una capilla varios kilómetros al este de General Acha, en el paraje que actualmente lleva su nombre; esa capilla fue declarada posteriormente Monumento Histórico Provincial.
Pasó los últimos años de su vida en Buenos Aires, donde falleció en el año 1947.
Un paraje del sur de la provincia de La Pampa, el hospital de General Acha y calles en varias localidades recuerdan a este misionero.